# Філіппо Томмазо Марінетті
Філіппо Томмазо Марінетті (італ. Filippo Tommaso (Philippo Tommazo) Marinetti; нар. 22 грудня 1876, Александрія, Єгипет — пом. 2 грудня 1944, Белладжо, Італія) — італійський драматург, письменник-футурист. У роки правління Беніто Муссоліні Марінетті очолив Спілку італійських письменників.

## Життєпис
Молодість провів у Франції і до 1909 року писав винятково французькою.
Розпочав літературну творчість як поет. Чимало з його віршів і поем написані вільним віршем. На них відбився вплив «парнаської» школи та французького символізму (поема «Завоювання зірок» — La conquete des etoiles, 1902).
У сатиричній п'єсі «Король Пиятика» (Le roi Bombance, 1905) висміяв соціалістичні ідеї.
Численні критичні есеї публікував здебільшого у паризькій пресі.
1905 — заснував у Мілані журнал Poesia («Поезія»), де публікував поетів-декадентів і модерністів.
20 лютого 1909 року опублікував у газеті «Le Figaro» «Перший маніфест футуризму». Він, зокрема, проголошував: «Головними елементами нашої поезії будуть відвага, зухвальство і бунт»; «Не існує краси поза боротьбою. Нема шедеврів без агресивності!»; «Досі література оспівувала задумливість, нерухомість, екстаз і сон; ми ж хочемо оспівати наступальний рух, гарячкове безсоння, гімнастичний крок, небезпечний стрибок, ляпас і удар кулака»; «Ми хочемо зруйнувати музеї, бібліотеки, боротися з моралізмом, фемінізмом і всіма опортуністичними й утилітарними ницостями».
Центральна засада естетики та філософії Марінетті — культ сили. Проголосив війну «єдиною гігієною світу», оспівував колоніальні завоювання Італії. Головним завданням мистецтва вважав радикальну зміну естетичної свідомості сучасників — звільнення їх від культурних стереотипів і створення «динамічної літератури майбутнього». Нова література має оспівати вік техніки й урбаністичної цивілізації («Мотор — найкращий із поетів»).
Вирізнявся бурхливим темпераментом, ексцентричністю, позерством, схильністю до епатажу. У 1910—1911 його галасливі виступи, що часом закінчувалися скандалами, проходили в Мілані, Турині, Венеції, Падуї та Неаполі.
У наступних маніфестах («Маніфест малярів-футуристів», 1910; «Маніфест футуристської музики та футуристської скульптури», 1912; «Технічний маніфест футуристської літератури», 1912; «Безпроводова уява», 1913; «Слова на свободі», 1913) встановив мистецькі принципи футуризму, виклав своє уявлення футуристичної стилістики та концепцію мови. Покладав необхідність приведення засобів мовної виразності у відповідність до зміненої реальності. Динамічний художній стиль має відповідати новим темпам життя, тому необхідно зламати традиційний синтаксис, змінити правила граматики. Намагався створити «телеграфну мову». «Необхідно випустити слова на свободу із в'язниці латинського періоду», — декларував він.
Прагнув позбавити творчий акт інтелектуального елементу, замінивши його на художню інтуїцію. Звідси тяжіння до вільних аналогій та несподіваних асоціацій, що поєднують майже непоєднувальні явища у певну музичну цілісність, використання математичних і музичних знаків у тексті, звернення до символіки для передачі «футуристичних почувань». Проголосив відмову від пунктуації засобом осягнення спонтанності та безпосередності письменницького самовираження.
Перед Першою світовою війною їздив із лекціями по Європі, творив футуристичні гуртки.
1913 — заснував футуристичний журнал Lacerba.
У своїх творах оспівував колоніальні завоювання Італії в Африці («Битва під Триполі» — La bataille de Tripoli, 1911).
У романі «Футурист Мафарка» (Mafarka le futuriste, 1910) змальований міфічний підкорювач Африки Мафарка — втіленням безжального завойовника і творця нової техніки.
У поетичній збірці Zang-Tumb-Tumb (1914) вдався до словесного монтажу, використання різних шрифтів, звуконаслідування, математичних і телеграфних знаків, «вільного» синтаксису.
Виступав за участь Італії у Першій світовій війні, пішов на фронт добровольцем.
З 1919 року співпрацював із Беніто Муссоліні, проголосив близькість футуризму та фашизму («Футуризм і фашизм» — Futurismo є fascismo, 1924).
У роки фашистської диктатури став академіком, очолював Спілку італійських письменників.

## Українські переклади
- Філіппо Томмазо Марінетті. Битва за Триполі (авдіокнига). Київ. Книгарня Кріпто-бар. 2019 р. (укр.)
- Маніфест футуризму / Філіппо Томмазо Марінетті; перекл. з італ.: О. Мокровольський // Журнал «Всесвіт» 2009. — № 9-10.
- В'язні. П'єса у восьми синтезах / Філіппо Томмазо Марінетті; перекл. з італ.: Ю. Педан // Журнал «Всесвіт» 2009. — № 9-10.